# Dangerous Diamonds
Dangerous Diamonds è il terzo album in studio del gruppo musicale Mastercastle, pubblicato il 18 novembre 2011 dalla casa discografica Lion Music.

L'album è stato registrato da Pier Gonella tra luglio 2011 e settembre 2011 presso il MusicArt (Genova, Italia).

## Il disco
I brani sono stati composti in parte nell'agosto del 2010, in parte tra febbraio e maggio 2011. 
 Pier Gonella ha dichiarato in una recente intervista:
 "Anche ‘'Last Desire'’ ha avuto un ottimo riscontro da parte di giornali e webzine italiane e non, tutto questo ci ha dato un grande entusiasmo così abbiamo cominciato a scrivere nuovo materiale subito dopo l'uscita del disco", 
"...Riguardo alla produzione non ci sono stati cambiamenti sostanziali rispetto ai dischi precedenti. Il mio metodo è sempre quello di usare per la maggior parte compressori ed equalizzatori valvolari “veri”, “analogici”, invece dei plugins. Questo richiede più tempo e pazienza nei settaggi ma il risultato è a mio parere indubbiamente migliore...".
I testi sono scritti da Giorgia Gueglio e ognuno di essi riflette un argomento a sé stante; non si tratta quindi di un ‘'Concept album'’. Fra gli altri la titletrack ‘Dangerous Diamonds’ parla dei diamanti, oggetto tanto desiderato e ricercato dall'uomo per il suo immenso valore, tanto ‘'pericoloso'’ per ciò che può spingere a fare il desiderio di possederli. In ‘'Time for lovers'’ si racconta un incontro d'amore tra due ragazzi in un treno che va da Berlino a Parigi; ‘'Sixth sun” tratta il tema della fine del mondo. 

Per quanto riguarda il riscontro la webzine statunitense “Sea of Tranquillity” ha recensito il disco mettendo in evidenza il fatto che la band utilizza delle melodie efficaci tipiche del power metal ma i con dei ritmi meno veloci e più incalzanti definiti “Euro Power” che rendono il mix più interessante ed originale.

## Tracce
1. Another Flower - 4:08 - (Gueglio, Gonella)
2. Alone - 4:55 - (Gueglio, Gonella)
3. Time 4 lovers - 5:01 - (Gueglio, Gonella)
4. Icy Moon - 3:59 - (Gueglio, Gonella)
5. Au Premiere Coup  - 4:07 - (Gueglio, Gonella)
6. Dangerous Diamonds - 4:53 - (Gonella)
7. Take Off - 4:40 - (Gueglio, Gonella, Vawamas)
8. Blue Diamond - 5:24 - (Gonella)
9. Lovin' Me - 4:54 - (Gueglio, Gonella)
10. Sixth sun - 4:49 - (Gueglio, Gonella)
11. Bitter & Sweet - 3:15 - (Gueglio, Gonella)

## Formazione
- Giorgia Gueglio: voce
- Pier Gonella: chitarra
- Steve Vawamas: basso
- Alessandro Bissa: batteria